# Tolmerus rufescens
Tolmerus rufescens là một loài ruồi trong họ Asilidae. Tolmerus rufescens được Lehr miêu tả năm 1975. Loài này phân bố ở vùng Cổ Bắc giới và châu Á.